# Ribercan
Ribercan, o Societat Protectora d'Animals de La Ribera, és una associació sense ànim de lucre de Carcaixent que es dedica al servei de protectora dels animals.

## Història
Fou fundada el 1997.
El 2008 l'organització va plantejar-se el tancament d'unes instal·lacions i l'adquisició d'un nou terreny per la falta de seguretat de les seues instal·lacions. Eixe any les instal·lacions foren assaltades, sent torturats i matats alguns dels animals refugiats. A partir de l'esdeveniment es convocava anualment una manifestació a València per a demanar a les autoritats que perseguisquen els delictes de maltracte animal. En aquesta manifestació es recorda a Regina, una gossa que morí durant l'assalt.
El 2009, com la protectora de Xàtiva, va patir inundacions per les pluges.
es
El 2014 la quantitat de gossos era tan alta que demanaven ajuda urgent per a la seua acollida.
Els estius de 2015 i 2017 acolliren més de la meitat de la capacitat programada.

## Activisme
Ha participat en les manifestacions contra les curses de vedells practicades a Algemesí i els bous al carrer d'Alzira, amb coherència amb la seua defensa dels drets dels animals.
Té una associació que es dedica a la conscienciació per a previndre l'abandó dels animals de companyia anomenada Compromiso Perruno. L'associació va fer una campanya de conscienciació el 2015 als col·legis de Carlet, amb el permís de l'ajuntament, amb la qual donaven a conèixer l'activitat de les protectores d'animals.